# HUMANDRIVE
HUMANDRIVE（ヒューマン・ドライブ）は2010年に結成された、日本のロックバンド。

## 概要
ロック、ポップ・ミュージック、ダンス・ミュージックなど様々なジャンルの音楽を取り入れ、アーバンダンスロックという独自のサウンドを作り上げ、ダンサブルかつエモーショナルな楽曲とパワフルなライブパフォーマンスが特徴の一つで、都内を中心に全国的に活動。
アルバムのタイトルで言葉遊びをすることが多く1stミニアルバム「空カラフル雨（→空から降る雨）」、3rdミニアルバム「瞬か?周到か?（→春夏?秋冬か?）」などがある。

## メンバー
- ノダボーイ　ボーカル。青森県出身。
- ツバサ　ギター。東京都出身。
- クドノ　ドラム。青森県出身。
- ヒフミ　ベース。東京都出身。

## ディスコグラフィ
| 発売日         | タイトル               | 規格品版  | 収録曲 | 概要 |
| -------------- | ---------------------- | --------- | --- | ---- |
| 2011年4月26日  | 空カラフル雨           | ORGA-1115 | 1. Shower in the sun 2. π 3. love fool 4. Snow 5. Brand New Day 6. Twilight                                                                |      |
| 2013年9月25日  | 十響～TOKYO～          | ORGA-1123 | 1. intro 2. fullCOLOR 3. Nightbird 4. 10&tale 5. こだま 6. monoと音 7. 俺に預けてくれないか 8. シンフォニー～season2～ 9. ENCORE 10. outro |      |
| 2014年10月10日 | 瞬か?周到か?           | HDR-1001  | 1. おっとっと春だぜ 2. おにごっこ 3. モノノケワルツ 4. クライマーズハイ                                                                    |      |
| 2015年10月10日 | 二度ない人生一度もない | HDR-1002  | 1. 二度ない人生一度もない 2. 神隠し 3. ねぇ 4. 蒼き赫 5. 荒野のドライブ                                                                    |      |

## ワンマンライブ・主催イベント
- 2015年
  - 4月-「39度のとろけそうなフェスタ」
  - 5月-「39度のとろけそうなフェスタ」Vol.2
- 2016年11月23日-HUMANDRIVE ONEMAN LIVE[special guest band]ホロ
- 2017年
  - 2月26日-「39度のとろけそうなフェスタ」vol.3
  - 6月25日-「野田フェス」
  - 12月9日- HUMANDRIVE ONE MAN LIVE@浅草Gold Sounds

## 出演イベント
- 2015年
  - 1月23日-MARUYAMA SOUNDS – eimie Release Party – w/eimie,GLIM SPANKY,and more.
  - 4月29日-Magic Node Festival 2015
  - 8月8日-はるのひかり音楽祭　2015
  - 8月9日-MUSIC BY. presents.感覚ピエロ 1st ALBUM「Break」リリース47都道府県全国ツアー「KKP47 全国のあなたたちと会いたかった Yes！」-Are you ready?-
  - 9月27日-吉祥寺 INDEPENDENCE DAY Episode 7
  - 10月31日-高円寺周遊フェスBOYS ON DREAM〜一生青春!!〜
- 2016年
  - 4月16日-午前四時、朝焼けにツキ「カワラズ」Release Tour 2016〜FINAL SERIES in TOKYO〜
  - 4月29日-Magic Node Festival 2016
  - 7月10日-それでも尚、未来に媚びるレコ発企画 「オイフェス」
  - 7月16日-リムキャットpresents3会場周遊イベント「リムフェス」
  - 7月31日-はるのひかり音楽祭　2016
  - 9月25日-「吉祥寺　INDEPENDENCE DAY」
  - 10月16日- 「KITAZAWA TYPHOON 2016」
- 2017年
  - 4月29日-Magic Node Festival 2017
  - 5月20日-「ホロフェス2017東京」1st single レコ発
  - 7月23日-リムフェス2017
  - 11月18日-打首獄門同好会 presents.戦獄絵巻「青森の陣」